# 香港における日本カバー曲
香港における日本カバー曲（ホンコンにおけるにっぽんカバーきょく）とは、日本のポップスのメロディーに広東語の歌詞を乗せた音楽作品である。1980年代から1990年代中期にかけて香港ポップスにおける楽曲制作スタイルの主流になったが、1990年代中期の本土音楽提唱運動によって急激にその数が減少した。

## 歴史

### 発展
香港ポップスにおける外国曲カバーは1950年代から60年代に始まった。当時はヒットした西洋ポップスのカバーが多かった。たとえば「飛哥跌落坑渠」は「Three Coins in the Fountain」（1952年公開の同名映画主題曲。邦題は「愛の泉」）を、「行快啲啦」はビートルズ「Can't buy me love」、「心想玉人」は同じくビートルズの「I saw her standing there」をカバーした広東語作品である。しかし、このようなカバーは非主流の作品だと思われ、目標市場は香港ではなく、広東語が通じるシンガポールやマレーシアであった。イギリス植民地、同時に中国移民地である香港では、洋楽と中国語（北京語）音楽が主流で、広東語音楽作品は過剰に通俗的で下品なものだと扱われた。
広東語作品が主流になり始めたのは1970年代からであるが、その理由にはテレビの普及によりテレビドラマのテーマ曲がヒット曲になる例が増えたことと、許冠傑（サミュエル・ホイ）など広東語歌詞による自作曲を歌う歌手が登場したことが挙げられる。その時期から海外のメディアからは香港ポップスと呼ばれていた。1982年、梅艷芳（アニタ・ムイ）の初アルバムの6曲中4曲がカバー作品であった。1983～84年にかけて、張国栄（レスリー・チャン）の「MONICA」（原曲は吉川晃司の「モニカ」）と譚詠麟（アラン・タム）の「霧之戀」（原曲は高橋真梨子の「for you…」）が大成功をおさめたため、日本ポップスのカバーが増加したという。
香港の女性歌手徐小鳳（ポーラ・チョイ）は、1981年から1987年の間に発表した5枚のアルバムの全50曲中25曲が山口百恵、五輪真弓、南沙織、渡辺真知子、久保田早紀、岸田智史など日本の有名な歌手のカバー曲であった。梅艷芳も1985～90年代半ばまでに発表したアルバムの曲の半分以上が日本カバー曲だった。梅艷芳の楽曲には、日本の女性歌手の作品のみならず近藤真彦などの男性歌手の作品をカバーした多彩な作品もあった。
香港男性歌手では張国栄と譚詠麟が持っている数多くのヒット曲が日本カバー曲であった。張国栄が1979～86年の間に発表した9枚のアルバム全94曲中41曲がカバー曲で、31曲が日本からのものだった。同じ時期に譚詠麟が発表した10枚のアルバムの112曲中、66曲がカバー曲で日本カバー曲は30曲を占めた。1980～86年の香港電台十大中文金曲頒獎音樂會（en:RTHK Top 10 Gold Songs Awards）で譚詠麟は各賞を15回受賞したがそのうちの7曲が日本のカバー曲であり、張国栄も受賞した10曲のうち6曲が日本カバー曲だった。
香港ポップス界全体では、1980～89年の間に香港電台(RTHK)十大金曲の週間トップチャートにランクインした477曲中139曲がカバーであり、更にそのうちの52%の72曲が日本カバー曲だった。

### 原因
1980年以降、香港ポップスは継続的に発展していったが、いくつかの問題も抱えていた。そのひとつが「クリエイターの不足」である。特に作曲家の絶対数が不足していた。演奏者に関しては外国、特にフィリピン出身の優秀なミュージシャンを起用することによってその不足を補ったが、広東語ポップの歴史が浅いこともあり「流行歌」をクリエイトできる音楽家は少なかった。
80年代に入ると聴衆が70年代の曲に飽き、70年代の曲風は観客を満足できなかった。一方で日本のポップスは「ディジタル・シンセサイザー伴奏」などテクノロジー面で新しく、リズムは香港ポップスや洋楽とも異なる独自の色を有していた。従って、日本のポップスは香港にとって新鮮だった。洋楽をカバーすることも可能だが、イギリス植民地の香港にとっては聴き慣れた物で新鮮味に欠けており、日本のポップスほどの特異性がなかった。
こうしたクリエイターの不足に鑑み、日本のポップスを積極的に香港に紹介する流れが生まれた。たとえばヤマハ音楽振興会はポニーキャニオンの香港支社ゴールデンポニーと組み、香港の歌手に自社の楽曲をプロモートしたり、自社と契約している日本のミュージシャンによる楽曲提供を斡旋したりした。
カバー曲の使用は経済的な利点がある。作曲の手間を省け、音楽会社は生産効率を上げられる。短時間でより多くの曲が仕上げられる利点があった。メロディー使用に伴う著作権使用料が必要だが、全体的には作曲家を雇うより安い。また、他国の既存のヒット曲を採用するほうが新曲を採用するよりも成果や結果の予想が容易であるため、安全策と考えられた。
これらにより、カバー曲の市場における割合が増えていた。

### 衰退
1995年に香港商業電台（en:Commercial Radio Hong Kong）にて、管理者の兪琤（en:Winnie Yu）が「原創音樂運動」を起こした。「本物の広東ポップス」を奨励し、ラジオ局の放送方針を変えた。曲の構成成分、つまり作詞・作曲・編曲・歌手がすべて香港製という4つの条件を定め、条件に満たさない曲は一切放送禁止とした。当時リードしていた商業電台のオンエア枠を失い、香港の音楽会社は莫大な損失をした。ラジオ局の禁制により、カバー曲は激減していった。
RTHKが設立した『十大中文金曲頒獎音樂會』は1978年から1994年までの17年間、受賞した日本曲のカバーは37曲あった。つまり毎年平均、香港人に愛されていた10曲の中で2曲以上が日本曲だということである。しかし、1995年から2015年までの21年間、受賞したカバー曲はほぼなかった。1998年に1曲、2005年に2曲、計3曲の洋楽カバーしかなく、日本曲のカバーはゼロである。
香港は反カバー運動を提唱する一方、台湾は1993年から長い年間公に禁止された日本ポピュラーカルチャーを解禁した。台湾でオリジナル曲を聞けることから、カバー市場が更に減っていった。
カバーされるのは音楽会社にとって高利益な商売である。カバー曲の使用費用、使用許可、売り上げ、放送収益、演出など何種類の収益を得られる。それ以外、原作の知名度も高められることができ、曲の価値がカバーされることにより何倍も増えるのも可能だ。しかし、カバーされなくなった結果、会社は安全策に変更し、資源はトップスターに集中していった。結局、カバー曲の激減によりアジア地区の音楽業界は一転した。
カバーは多くの作品を作り出せるが、作曲家の雇用が不要のため、作曲の人材発掘のためにならない。その結果作曲人材不足の問題は解決できずままだった。

## 十大中文金曲（中国語: 十大中文金曲頒獎音樂會）における日本カバー曲
ここでは、RTHK（香港電台）主催の、香港における「年間ベストテン」の役割を持つ「十大中文金曲」に選出された日本カバー曲の一覧を表に示す。
一覧には、「第1回十大中文金曲」から日本カバー曲が最後に「十大中文金曲」に選出された「第17回十大中文金曲」までの楽曲を示した。なお、日本人作曲者による楽曲であっても「カバー」ではない楽曲または「セルフカバー」である楽曲はここには示さない 。
| 年度・回数     | 楽曲名            | 歌唱者                       | 作曲者         | 原曲名                   | 原曲歌唱者           |
| -------------- | ----------------- | ---------------------------- | -------------- | ------------------------ | -------------------- |
| 1978年：第1回  | 每當變幻時        | 薰妮（ファニー・ワン）       | 古賀政男       | サヨンの鐘               | 渡辺はま子           |
| 1978年：第1回  | 明日話今天        | 甄妮（ジェニー・ツェン）     | 中村泰士       | 心のこり                 | 細川たかし           |
| 1978年：第1回  | 風雨同路          | 徐小鳳（ポーラ・チョイ）     | 筒美京平       | しあわせの一番星         | 浅田美代子           |
| 1979年：第2回  | 好歌獻給你        | 羅文（ロマン・タム）         | 馬飼野康二     | ブルースカイ・ブルー     | 西城秀樹             |
| 1982年：第5回  | 雨絲・情愁        | 譚詠麟（アラン・タム）       | 五輪真弓       | リバイバル               | 五輪真弓             |
| 1982年：第5回  | 星星問            | 徐小鳳（ポーラ・チョイ）     | 大塚博堂       | Never Could Say Good-bye | 大塚博堂             |
| 1983年：第6回  | 赤的疑惑          | 梅艷芳（アニタ・ムイ）       | 都倉俊一       | ありがとう あなた        | 山口百恵             |
| 1983年：第6回  | 遲來的春天        | 譚詠麟（アラン・タム）       | 因幡晃         | 夏にありがとう           | 因幡晃               |
| 1984年：第7回  | MONICA            | 張國榮（レスリー・チャン）   | NOBODY         | モニカ                   | 吉川晃司             |
| 1984年：第7回  | 再度孤獨          | 甄妮（ジェニー・ツェン）     | 伊藤薫         | ラヴ・イズ・オーヴァー   | 欧陽菲菲             |
| 1985年：第8回  | 雨夜的浪漫        | 譚詠麟（アラン・タム）       | 鈴木キサブロー | ファンタジー             | 布施明               |
| 1985年：第8回  | 不羈的風          | 張國榮（レスリー・チャン）   | 大沢誉志幸     | ラ・ヴィアンローズ       | 吉川晃司             |
| 1985年：第8回  | 聽不到的說話      | 呂方（デイビッド・ロイ）     | 杉真理         | 君を胸に秘めて           | 中村雅俊             |
| 1985年：第8回  | 蔓珠莎華          | 梅艷芳（アニタ・ムイ）       | 宇崎竜童       | 曼殊沙華                 | 山口百恵             |
| 1985年：第8回  | 情已逝            | 張學友（ジャッキー・チュン） | 来生たかお     | Goodbye Day              | 来生たかお           |
| 1986年：第9回  | 愛將              | 梅艷芳（アニタ・ムイ）       | 鈴木キサブロー | 大将                     | 近藤真彦             |
| 1986年：第9回  | 月半彎            | 張學友（ジャッキー・チュン） | 玉置浩二       | 夢のつづき               | 安全地帯             |
| 1987年：第10回 | 太陽星辰          | 張學友（ジャッキー・チュン） | 徳永英明       | BIRDS                    | 徳永英明             |
| 1987年：第10回 | Don't Say Goodbye | 譚詠麟（アラン・タム）       | 鈴木キサブロー | 輝きながら…              | 徳永英明             |
| 1988年：第11回 | 千千闋歌          | 陳慧嫻（プリシラ・チャン）   | 馬飼野康二     | 夕焼けの歌               | 近藤真彦             |
| 1988年：第11回 | Linda             | 張學友（ジャッキー・チュン） | 片山圭司       | リンダ                   | BLUEW                |
| 1988年：第11回 | 夕陽之歌          | 梅艷芳（アニタ・ムイ）       | 馬飼野康二     | 夕焼けの歌               | 近藤真彦             |
| 1988年：第11回 | 情義兩心知        | 譚詠麟（アラン・タム）       | 徳永英明       | 夢に抱かれて             | 徳永英明             |
| 1990年：第13回 | 一千零一夜        | 李克勤（ハッケン・リー）     | 玉置浩二       | Juliet                   | 安全地帯             |
| 1991年：第14回 | 每天愛妳多一些    | 張學友（ジャッキー・チュン） | 桑田佳祐       | 真夏の果実               | サザンオールスターズ |
| 1991年：第14回 | Lonely            | 草蜢（グラスホッパー）       | 中崎英也       | 濡れた髪のLonely         | 池田聡               |
| 1992年：第15回 | 暗戀你            | 張學友（ジャッキー・チュン） | 浜田省吾       | センチメンタルクリスマス | 浜田省吾             |
| 1992年：第15回 | 但願不只是朋友    | 黎明（レオン・ライ）         | 鈴木キサブロー | 雪の降る人               | 円広志               |
| 1992年：第15回 | 長夜多浪漫        | 劉德華（アンディ・ラウ）     | 筒美京平       | 夏のクラクション         | 稲垣潤一             |
| 1992年：第15回 | 紅茶館            | 陳慧嫻（プリシラ・チャン）   | 葵まさひこ     | バス・ストップ           | 平浩二               |
| 1992年：第15回 | 還是覺得你最好    | 張學友（ジャッキー・チュン） | 米米CLUB       | 愛してる                 | 米米CLUB             |
| 1992年：第15回 | 我的親愛          | 黎明（レオン・ライ）         | 槇原敬之       | もう恋なんてしない       | 槇原敬之             |
| 1992年：第15回 | 容易受傷的女人    | 王靖雯（フェイ・ウォン）     | 中島みゆき     | ルージュ                 | ちあきなおみ         |
| 1993年：第16回 | 永遠寂寞          | 劉德華（アンディ・ラウ）     | さだまさし     | 警戒水位                 | さだまさし           |
| 1993年：第16回 | 夏日傾情          | 黎明（レオン・ライ）         | 三木たかし     | 最後のI LOVE YOU         | 谷村新司             |
| 1994年：第17回 | 女人的弱點        | 葉蒨文（サリー・イップ）     | ASKA           | You are free             | CHAGE and ASKA       |
| 1994年：第17回 | 來來回回          | 張學友（ジャッキー・チュン） | 杉田裕         | どんなに時が流れたあとも | J-WALK               |

## パクリ問題
香港ではカバー曲は広く聴衆に受け入れたが、日本ではパクリとして批判され、カバー曲は他人の創作を盗用と同じように扱われている。
日本は早くも版権に関心を持ち始め、創作への純正の要求がきっかけだと考えられる。福沢諭吉は19世紀末西洋から版権の概念を導入した。ほぼ同時、外国で国際版権法を勉強していた水野錬太郎は1899年に起草した著作権法が日本の版権意識を上げた。1930年代にてプラーゲ旋風により大日本音楽著作権協会が設立した。長い間の版権争議は外来音楽を強く意識された。和製や外来の分別は根強くなっていた。
1980年代に台頭した（Neo-nationalism）により、カバー曲をはじめ、純日本製以外の曲は区別され批判された。単なる法律の問題ではないと明らかにした。カバー曲はライセンスの有無に問わず、すべてパクリ盗用として見られていた。洋楽のメロディーを使うのは外国の文化、特に米国帝国主義を受け入れることと見られていた。日本の経済が高度成長と共に、敗戦以来アメリカに依頼し続けたが反発し、自主性を主張している時期だと思われる。そのため、音楽も日本のオリジナリティが要求されていた。
一方、香港ではオリジナリティを重視しないわけではなく、日本と違う見解を持っているだけである。広東エリアに古来から広東オペラの芸術形式が存在していた。広東オペラは演劇や歌唱部分が交替演出する歌劇である。創作の自由度が高く、外来の素材を積極的採用している。上海の時代曲、洋楽からクラシックまで、メロディーが広東オペラで広く使われていた。既存のメロディーに新詞を加えることは「完全」な創作だと認められている。
メロディーや歌詞が全て新しいこそがオリジナル、という西洋概念に対して、中国では詞曲との新発想が重視する傾向がある。原作の特徴、もしく歴史意義を活用するのも創作の一種だと認められている。つまり、中国がオリジナリティを重視しないわけではなく、西洋と別視点をとるだけである。既にある曲を利用し、新たな形に与えるのも創作だというわけである。